# Giuseppe Giraldi
Padre Giuseppe Giraldi (* 1848 -1901), fue un religioso franciscano, y botánico italiano. Se especializó en la flora de China.
- La abreviatura «Giraldi» se emplea para indicar a Giuseppe Giraldi como autoridad en la descripción y clasificación científica de los vegetales.[1]